# Bruce Spraggins
Warren Bruce Spraggins (Williamsburg, 31 agosto 1939 – Charles City, 12 settembre 2021) è stato un cestista statunitense, professionista nella ABL e nella ABA.

## Carriera
Venne selezionato dai Philadelphia Warriors al quinto giro del Draft NBA 1961 (47ª scelta assoluta).